# Freilichtmuseum

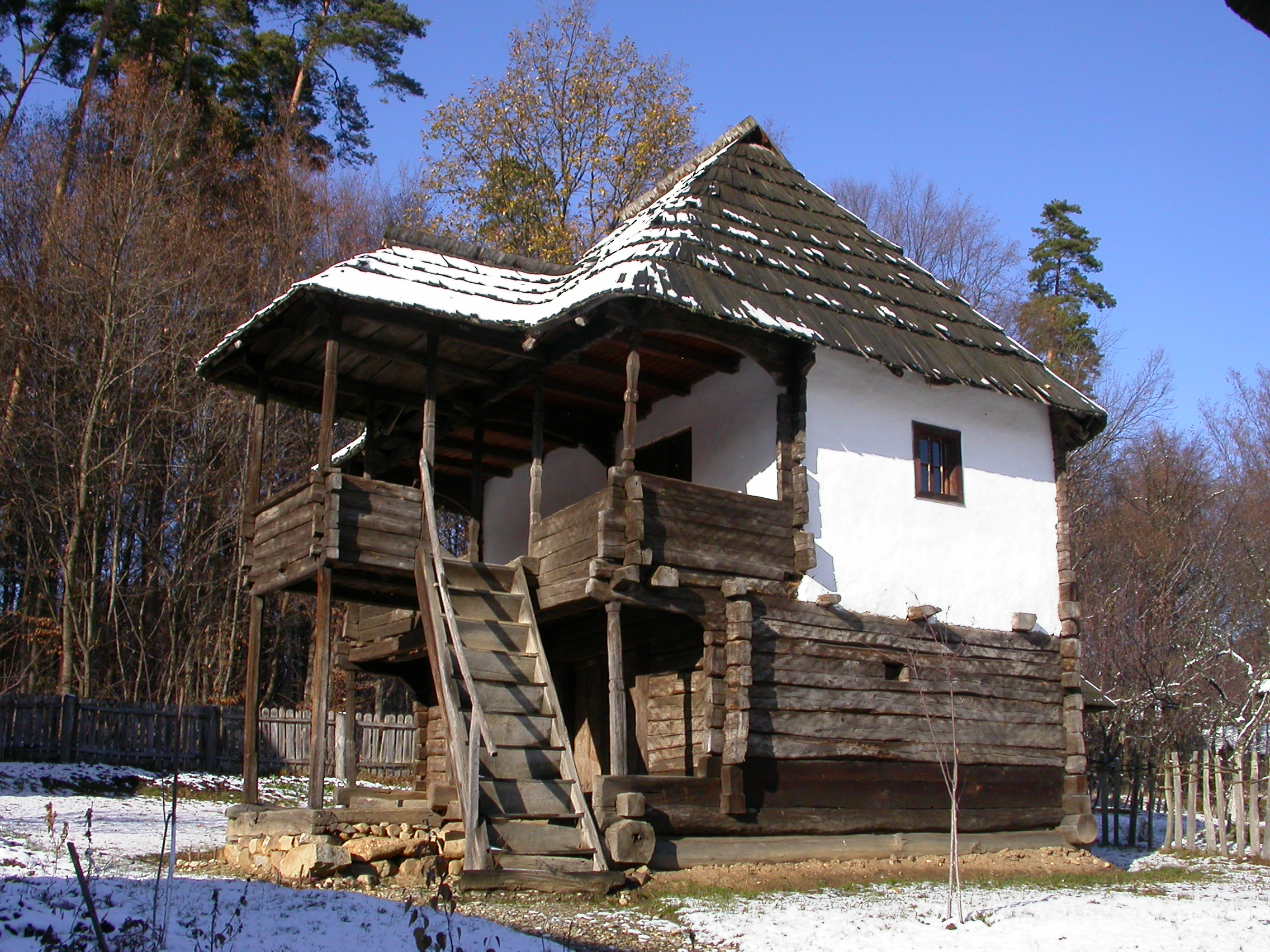
Freilichtmuseum ASTRA in Sibiu (Hermannstadt) in Siebenbürgen, Rumänien.

Ein Freilichtmuseum (auch Freilandmuseum, Freiluftmuseum, Bauernhofmuseum oder Museumsdorf) ist eine Institution, in der eine Sammlung von am Originalstandort (in situ) erhaltenen, umgesetzten oder rekonstruierten Baudenkmälern – oft einschließlich deren Ausstattung – der Öffentlichkeit zugänglich gemacht wird. Ziel eines Freilichtmuseums ist es, die Besucher über ein bestimmtes Thema und/oder eine Epoche zu informieren. Vorzugsweise zeigen Freilichtmuseen Gebäude und Anlagen vergangener Zeiten. Sie bieten so einen Eindruck damaliger Bau- und ggf. Lebensweisen. Freilandmuseen stellen an sich selbst den Anspruch, die Museumsgebäude in einer landschaftlich, siedlungsgeographisch und ökonomischen an den jeweiligen Herkunftsort angelehnten Umgebung (Kulturlandschaftsprinzip) auszustellen.

## Definition und Geschichte

### Volkskundliche Freilichtmuseen

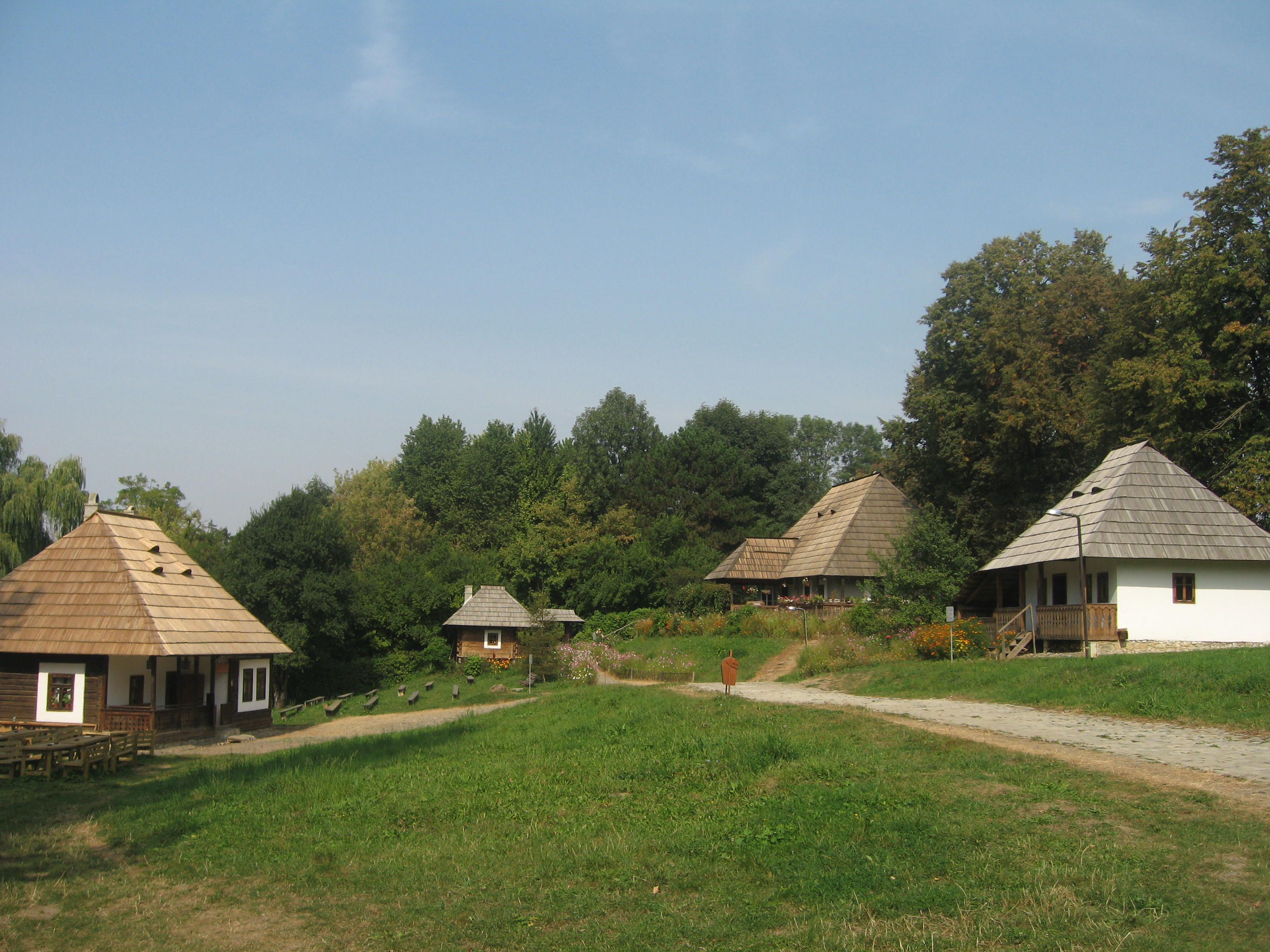
Das Bukowina-Dorfmuseum (Muzeul Satului Bucovinean) liegt in Suceava, Kreis Suceava, Bukowina, Rumänien.

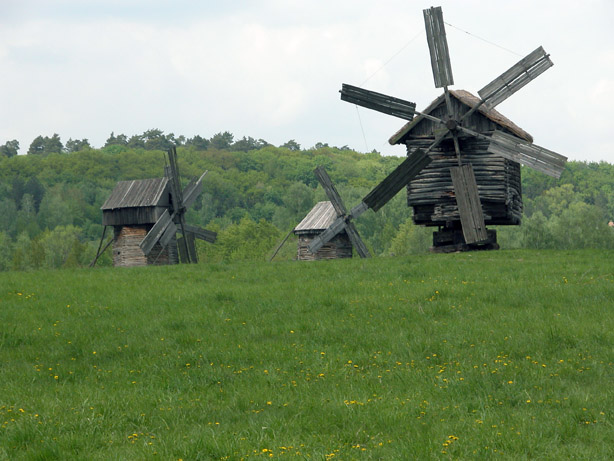
Alte Windmühlen im Freilichtmuseum Pirogow in Kiew, Ukraine

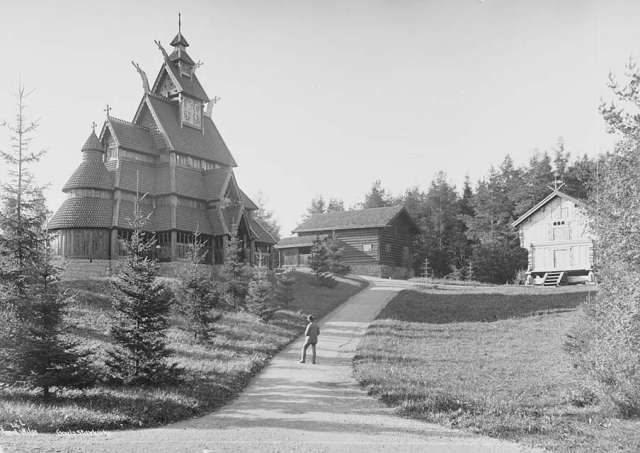
Die als weltweit erstes Freilichtmuseum geltende Sammlung von König Oskar II. mit der Stabkirche von Gol (um 1900, bevor sie vom Norsk Folkemuseum übernommen wurde).

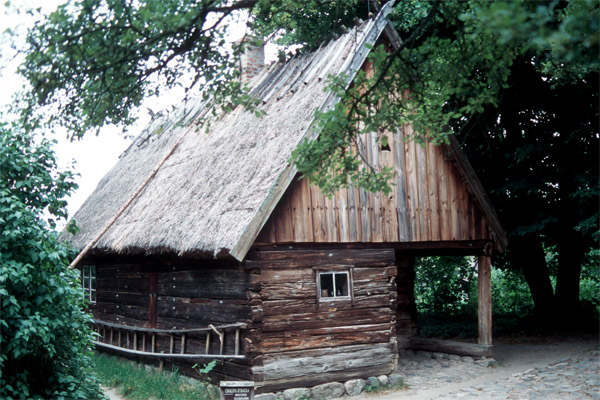
Fischerkate im Kaschubischen Freilichtmuseum (Wdzydze Kiszewskie, Polen)

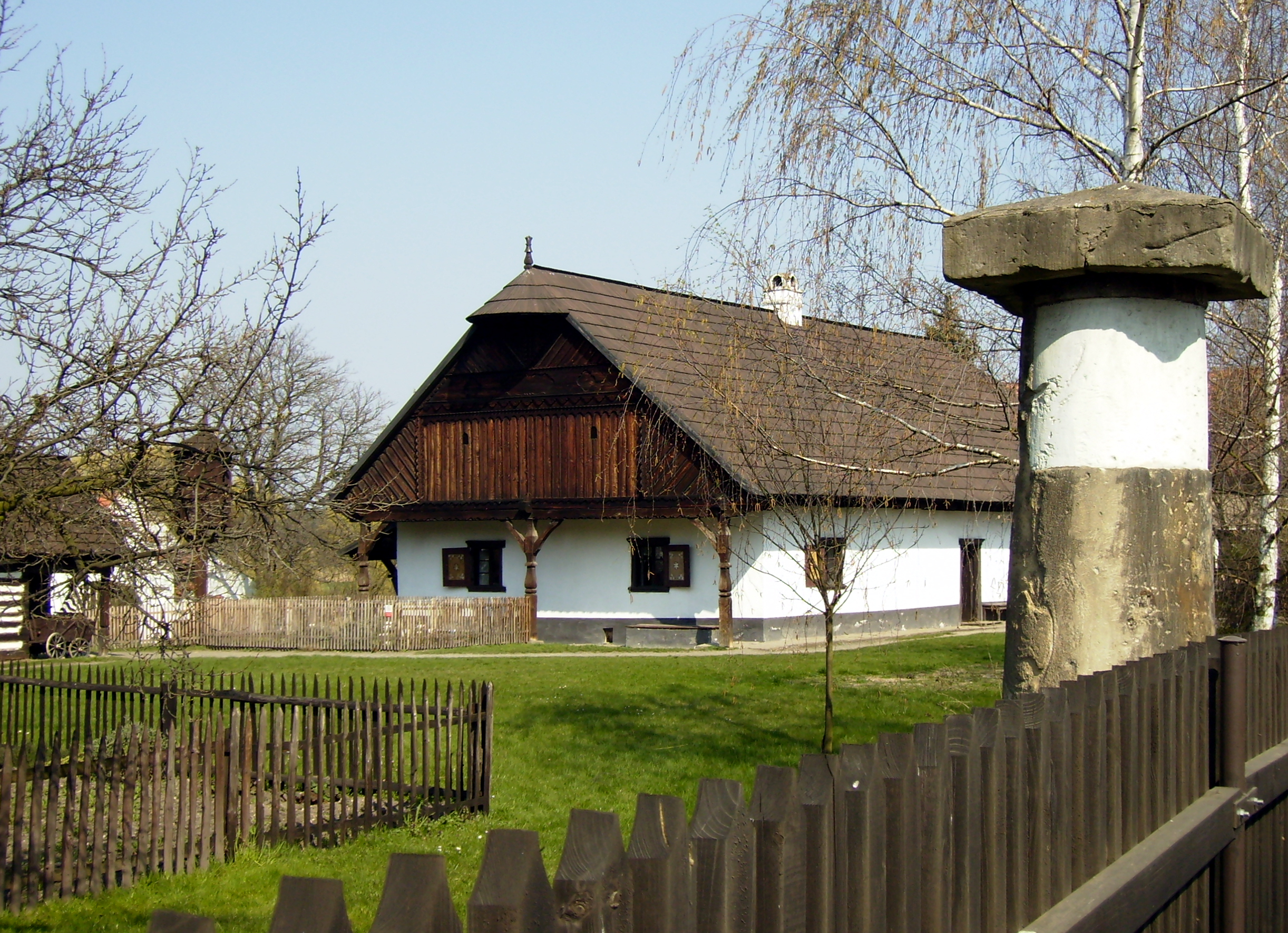
Altböhmische Chaluppe im Museum von Přerov nad Labem (Alt Prerau an der Elbe) in Tschechien

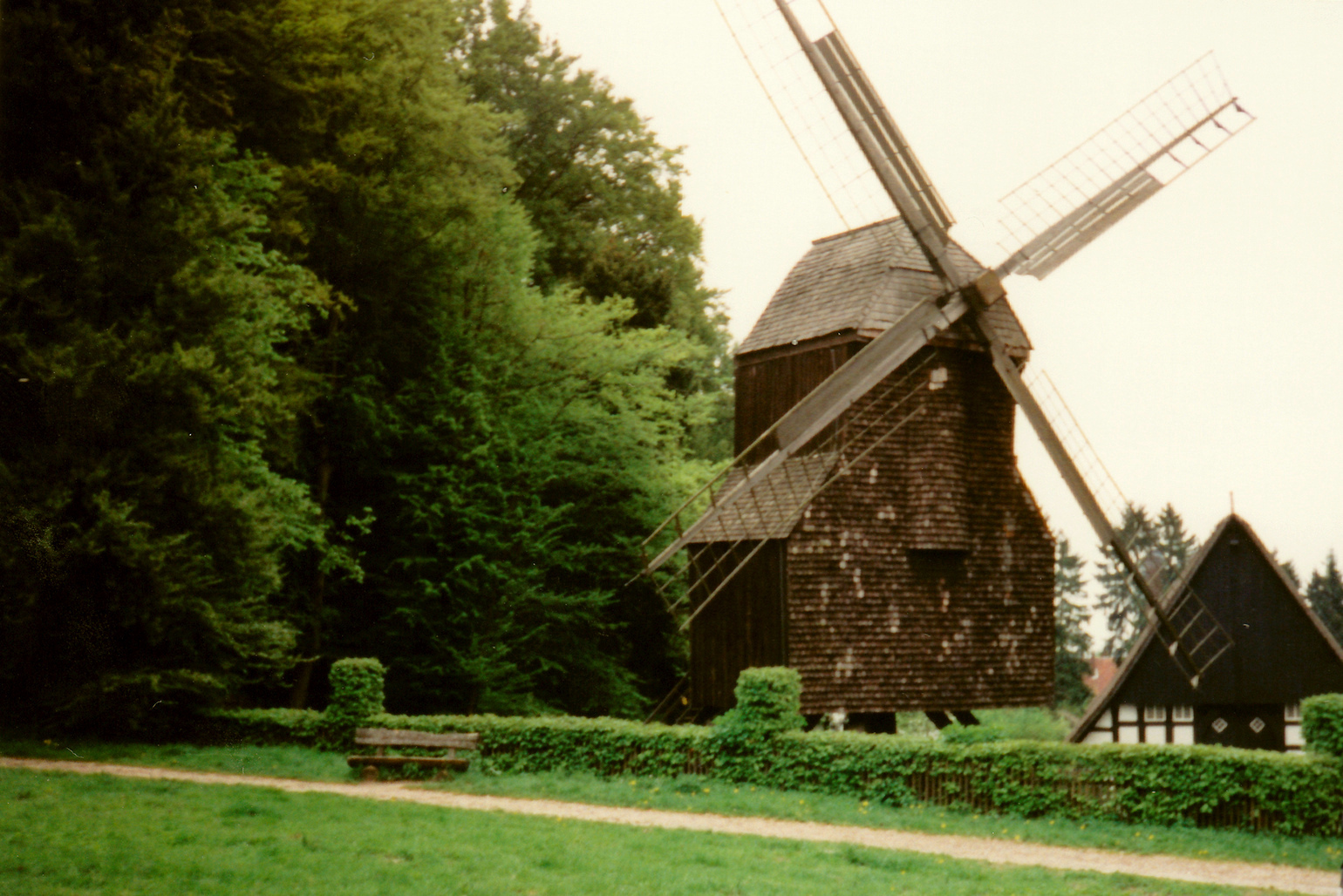
Bauernhausmuseum Bielefeld Mai 1995: Meierhof (kurze Zeit später durch Brand vollständig zerstört) und Bockwindmühle

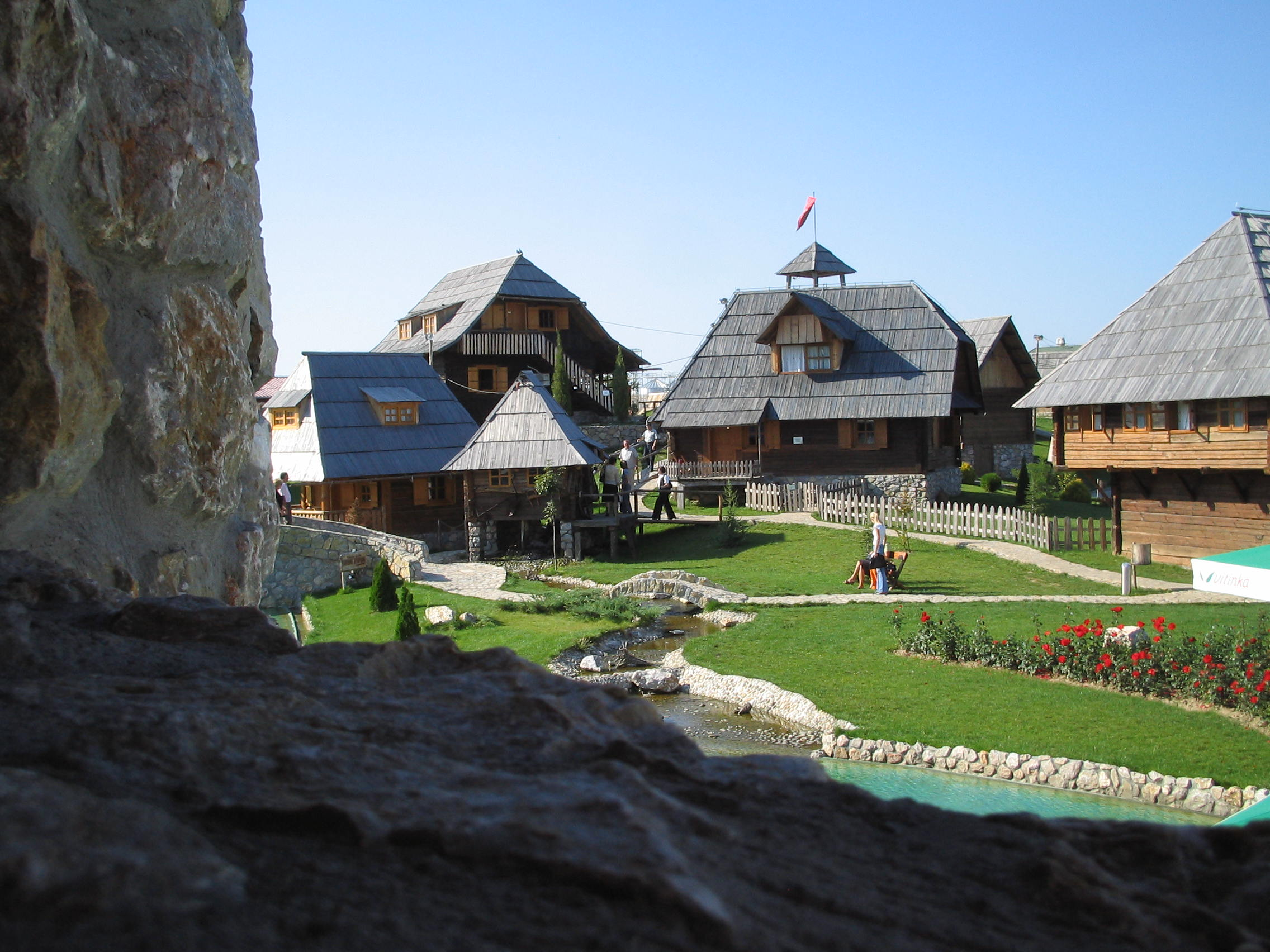
Das Etno-Dorf Selo Stanišić

Der häufigste Typ des Freilichtmuseums ist das volkskundliche (oder ethnologische) Museum. Es sind in der weitaus überwiegenden Zahl der Fälle wissenschaftlich geführte Einrichtungen zum Erhalt, zur Erforschung und Präsentation von Zeugnissen des vor- oder frühindustriellen ländlichen Wohnens, Arbeitens und Lebens. Auf ihrem Gelände werden in der Regel die historischen Gebäude von ihren Originalstandorten umgesetzt und zu neuen, thematischen Ensembles (Mühlenmuseum) zusammengefügt. Auswahlkriterien sind neben der Verfügbarkeit das Alter und der Zustand, der Bedeutungsgehalt und die Relevanz der mit dem jeweiligen Gebäude unter musealen Bedingungen zu vermittelnden Inhalte. Auch die Notwendigkeit, ein Gebäude zu retten da es an seinem Originalstandort nicht erhalten werden konnte (z. B. wegen eines Straßenbaus oder weil keine neue Nutzung gefunden werden kann) führt oftmals zur Übernahme in ein Freilichtmuseum. Idealerweise, aber selten, handelt es sich um ein Ensemble von Gebäuden, die an ihren Originalstandorten (in situ) stehen, wie zum Beispiel das Freilichtmuseum Schwerin-Mueß am Schweriner See.
Freilichtmuseen können ein intensiveres Verständnis für die Lebensumstände vergangener Zeiten ermöglichen, als Bücher oder Filme es vermögen. Auch eine ganz detailgenaue textliche Beschreibung kann nicht den gleichen Einblick in Lebensumstände vermitteln, wie die sinnliche Erfahrung eines Aufenthalts in originalen Gebäuden mit authentischer Einrichtung. Dies gilt insbesondere, wenn dieses Freilichtmuseum „lebt“, das heißt zum Beispiel Brot backen genauso möglich ist, wie die Gerüche von Pflanzen oder Tieren wahrzunehmen. Diese direkten emotionalen Erfahrungen können Auslöser für ein daran anschließendes theoretisches Vertiefungsbedürfnis sein. Auf jeden Fall kann die Assoziation mit sinnlichen Erfahrungen die Erkenntnisse aus theoretischer Beschäftigung so vertiefen, dass sie langfristig im Gedächtnis gespeichert bleiben.
Daneben widmen sich viele Freilichtmuseen auch Sammlungen (z. B. Trachten, Volkskunst, Waldglas, Keramik, Werkzeuge) oder dem Erhalt des Genreservoirs von vom Aussterben bedrohten Haustieren und Nutzpflanzen.

#### Ornamental Farms als Vorläufer
Die Idee, einzelne landwirtschaftliche Gebäude oder ganze Dörfer als Schauobjekte auszustellen, wurde schon im 18. Jahrhundert in der Form der sogenannten Ornamental Farm von der Aristokratie gepflegt. Die Anfangsidee war, vorhandene landwirtschaftliche Bereiche in einen Schlosspark zu integrieren. Diese Idee entwickelte sich dann zur Mitte des 18. Jahrhunderts dahingehend weiter, dass die landwirtschaftlichen Objekte (Bauernhäuser, Mühlen, Molkereien etc.) ohne praktischen Zweck in den Park gestellt wurden. Sie wurden so zu einer reinen, romantischen Staffage, in der die hochgestellten Damen und Herren für ein paar Stunden romantisches Landleben – oder das was sie dafür hielten – spielen konnten.

#### Frühe Gründungen
Im Zuge der europaweit im Gefolge der Industrialisierung aufkommenden „Heimatschutzbewegung“ wurden die ersten Bemühungen zur Rettung von Zeugnissen des „Traditionellen“ (= Vorindustriellen) gegen Ende des 19. Jahrhunderts in Skandinavien unternommen. Vorgänger, wie etwa das von Marie-Antoinette in Versailles erbaute idealisierte Dorf Hameau de la Reine dienten keinen wissenschaftlichen Zielen.
- Das schwedische Freilichtmuseum Skansen in Stockholm, gegründet 1891, war der Ausgangspunkt für alle anderen europäischen Freilichtmuseen.
- Die von König Oskar II zusammengestellte Häusersammlung, gegründet 1881, seit 1907 Teil des Norwegischen Freilichtmuseums Norsk Folkemuseum im heutigen Oslo, war ein Vorbild für Skansen in Stockholm.[2]
- Das Freilichtmuseum Skanzen Přerov nad Labem in Alt Prerau an der Elbe, heute Přerov nad Labem (Tschechien) wurde 1895 das erste Freilichtmuseum in Ost- und Mitteleuropa und mit Unterstützung des Erzherzogs Ludwig Salvator von Österreich-Toskana gegründet.
- Das aus dem etwa 15 km östlich von Husum gelegenen Ort Ostenfeld stammende niederdeutsche Fachhallenhaus ist das wohl älteste deutsche Freilichtmuseum – es wurde 1899 nach Husum gebracht.
- Das erste zentrale Freilichtmuseum Dänemarks wurde 1901 in Lyngby bei Kopenhagen eingerichtet. 1912 folgte in Jütland das Glud Museum.
- Der Kaschubische Ethnografische Park (Kaszubski Park Etnograficzny) ist das älteste Freilichtmuseum Polens. 1906 wurde das von seinen Einwohnern auf der Suche nach Arbeit verlassene Dorf auf Initiative des Ehepaars Theodora und Isidor Gulgowski zum Freilichtmuseum.
- Das Heidemuseum Dat ole Huus in Wilsede wurde 1907 gegründet.
- Das Freilichtmuseum in Bremerhaven-Speckenbüttel wurde 1908 gegründet.
- Ebenfalls 1908 begann der Aufbau des Freilichtmuseums Bunge auf Gotland, Schweden
- Der erste deutsche Versuch zur Gründung eines größeren Freilichtmuseums geschah 1909 in Königsberg (Preußen), doch die gezeigten Bauernhäuser waren keine versetzten Originalgebäude, sondern Rekonstruktionen von Häusern aus verschiedenen Landschaften Ostpreußens und Litauens. 1940 wurde dieses Museum demontiert und nach Hohenstein gebracht, wo es heute als Teil des Polnischen Freilichtmuseums besucht werden kann.
- Im Juni 1910 war die Fertigstellung und somit die Eröffnung des Freilichtmuseums Ammerländer Bauernhaus in Bad Zwischenahn
- Das Freilichtmuseum Diesdorf in der Altmark wurde 1911 gegründet.
- Das zentrale Freilichtmuseum der Niederlande wurde ab 1912 in Arnheim aufgebaut.
- Das Freilichtmuseum auf der Insel in Stade wurde 1913 aufgebaut und 1914 der Öffentlichkeit übergeben.
- Die Thüringer Bauernhäuser in Rudolstadt bestehen aus drei aus dem 17. und 18. Jahrhundert stammenden Häusern. Sie wurden in den Jahren 1913/14 in umliegenden Dörfern abgetragen und im Rudolstädter Stadtpark wieder aufgebaut.
- Das erste Freilichtmuseum Westfalens ist das Bauernhausmuseum Bielefeld. Als Haupthaus diente der 1915/17 dorthin umgesetzte „Haus Meier zu Ummeln“ von 1606. Dieses Gebäude wurde 1995 durch einen Brand vernichtet.
- Das Weindorf Koblenz wurde für die „Reichsausstellung Deutscher Wein“ vom 8. August bis 13. September 1925 errichtet. Es war nie ein Museum im engeren Sinne. Es bestand aus vier neu errichteten Fachwerkhäusern, die die verschiedenen deutschen Anbaugebiete repräsentierten. Im Zweiten Weltkrieg zerstört, wurde das Weindorf bis 1951 vereinfacht wieder aufgebaut. Es wird heute von Gastronomiebetrieben genutzt.
- Als erstes Freilichtmuseum in Rumänien wurde der 1929 der Parcul Etnografic „Romulus Vuia“ gegründet.

- Zur Weltausstellung 1929 in Barcelona wurde das Poble Espanyol als ein „typisches“ spanisches Dorf errichtet. Es sollte nach der Weltausstellung wieder abgebaut werden, existiert aber bis heute. Bauerndörfer als Teil großer Ausstellungen waren damals jedoch keine Neuigkeit. Der attraktivste und bemerkenswertester Teil der Ethnographische Ausstellung 1895 in Prag war das Ausstellungsdorf. Bei der Budapester Millenialausstellung 1896 waren volkstümliche Gebäude aus dem ganzen damaligen Ungarn ausgestellt. Beides ist nicht erhalten.[3]
- Weiter neugebaute „typische“ Dörfer entstehen seit etwa dem Jahr 2000 im serbischen Sprachraum: Etno Selo Stanišić im serbischen Teil von Bosnien & Herzegowina ab 2003 und nicht weit davon entfernt das Küstendorf (Drvengrad) in Serbien.

Als das erste größere „zentrale“ Freilichtmuseum Deutschlands gilt das Museumsdorf Cloppenburg (Cloppenburg in Niedersachsen), gegründet 1934. Das älteste Freilichtmuseum in Süddeutschland ist das 1922 eröffnete Pfahlbaumuseum Unteruhldingen.

#### Gründungen der Nachkriegszeit
Einen großen Aufschwung erlebten Freilichtmuseen in der Nachkriegszeit, da Modernisierungen, Straßenbau sowie die Gewinnung von Bodenschätzen zu einem raschen Verlust historischer Substanz führten. Gleichzeitig war es  möglich, entsprechende Ausstellungsobjekte zu erwerben. 
Das älteste landwirtschaftliche Freilichtmuseum Süddeutschlands ist das 1955 ursprünglich als Museumsbauernhof eröffnete Schwäbische Bauernhofmuseum (Illerbeuren in Bayern). In den 1960er Jahren kam es zu einer Gründungswelle von Freilichtmuseen, etwa 1961 dem Bauernhofmuseum Perschen. Anlagen wie das LVR-Freilichtmuseum in Kommern oder das LWL-Freilichtmuseum Detmold mit derzeit über 100 Hektar Gelände und über 110 Gebäuden entstanden. 1965 wurde das Schleswig-Holsteinische Freilichtmuseum gegründet. Eine weitere Gründungswelle erfasste ab den 1970er Jahren auch den deutschen Süden. Neben Anlagen wie dem 1976 eröffneten und 38 Hektar großen oberbayerischen Freilichtmuseum Glentleiten, dem 1977 gegründeten Freilandmuseum Oberpfalz und dem seit 1979 errichteten Fränkischen Freilandmuseum Bad Windsheim entstanden vor allem kleinere regionale Museen, die im Gegensatz zu „zentralen“ Freilichtmuseen die Gegebenheit und Kontinuität des Ortsbezuges und der regionaltypischen Authentizität (Zusammenhang von Haus- und Landschaftsform) für sich beanspruchen.
Für die Schweiz ist von herausragender Bedeutung das Schweizerische Freilichtmuseum Ballenberg. Neben dem Österreichischen Freilichtmuseum in Stübing in der Steiermark sind das Salzburger Freilichtmuseum in Großgmain sowie das Museumsdorf Niedersulz in Niederösterreich die bekanntesten. Eines der jüngsten Freilichtmuseen ist der Geschichtspark Bärnau-Tachov an der bayrisch-tschechischen Grenze mit mehr als 30 Rekonstruktionen von früh- bis spätmittelalterlichen Gebäuden. In Südtirol wurde 1976 das Freilichtmuseum Dietenheim begründet, das eine Reihe alpiner Bauernhöfe umfasst.

#### Freilichtmuseen außerhalb des deutschsprachigen Raums

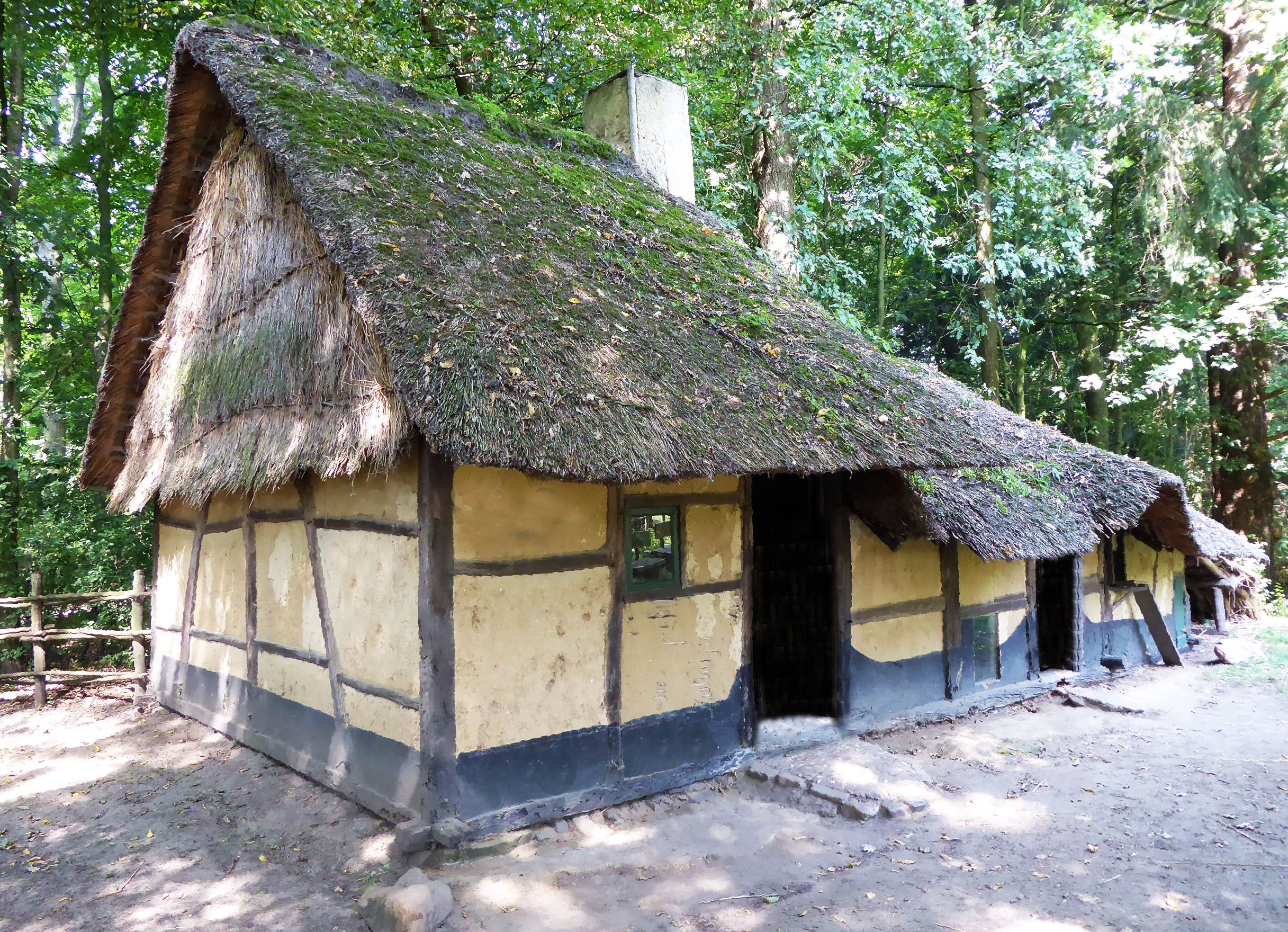
Domein Bokrijk

Das älteste Freilichtmuseum Norwegens ist das 1894 gegründete heutige Norsk Folkemuseum. Sein ältester Teil ist die 1881 von König Oskar II. zusammengestellte Häusersammlung. Kurz danach setzte – unterstützt vom wachsenden Nationalbewusstsein und der Unabhängigkeit Norwegens von Schweden – ein Gründerboom für regionale Freilichtmuseen ein. Die meisten auch heute noch existierenden norwegischen Freilichtmuseen wurden zwischen 1894 und 1915 gegründet. In der Nachkriegszeit wurden einige gewachsene Siedlungen wie Agatunet oder historische Handelsplätze wie Kjerringøy gamle handelssted mit in situ erhaltenen Gebäuden musealisiert. Um die Jahrtausendwende wurden viele kleine kulturhistorische Museen, Industriemuseen wie auch Freilichtmuseen zu größeren organisatorischen Einheiten zusammengefasst und diese mit einer professionellen Museumsleitung ausgestattet. In der Regel geschah dies auf der Ebene der jeweiligen Provinz.
Das Nederlandse Openluchtmuseum Arnhem, das Openluchtmuseum Bokrijk in Belgien oder das Écomusée d’Alsace (Freilichtmuseum des Elsass) in Ungersheim bei Mülhausen, letzteres ursprünglich mit einem eigenen, weiterführenden konzeptionellen Ansatz, nämlich der Einbeziehung der Umwelt. Das Écomuséee d’Alsace wurde 2006 an einen Betreiber kommerzieller Freizeitparks verkauft. Auf 60 Hektar wurde seit 1967 das größte Freilichtmuseum in Ungarn, das Skanzen (Szabadtéri Néprajzi Múzeum) errichtet. Es befindet sich in Szentendre und besitzt ein wissenschaftliches Forschungsinstitut. Zu den Besonderheiten gehört außerdem seit 2009 eine historische Dieseltriebwagengarnitur, die das Gelände auf Normalspurweite erschließt.
Manche Freilichtmuseen werden, vor allem in den Sommermonaten je nach Museumsgröße mit Personen, die in den jeweiligen Trachten, von der Steinzeit bis zum Anfang des 20. Jahrhunderts, „belebt“.
Das 1965 eröffnete Freilichtmuseum Meiji Mura in Inuyama in der Präfektur Aichi (Japan), das mehr als 60 restaurierte und wieder aufgebaute Gebäude umfasst, stellt eine Mischung aus archäologischem Freilichtmuseum und städtischer Anlage dar.

#### Grundsätze der Arbeit von Freilichtmuseen
Die Arbeit der Freilichtmuseen ist in allen Bereichen den Kriterien des internationalen Museumsrates ICOM (Museum) verpflichtet. Am 15. Juni 2007 wurde die Fachgruppe Freilichtmuseen innerhalb des Deutschen Museumsbundes gegründet. Sie ist darüber hinaus gibt es auf regionaler wie auch auf nationaler und europäischer Ebene verschiedene Zusammenschlüsse und Kooperationsforen, etwa die „Die Sieben im Süden“, die ARGE Süddeutscher Freilichtmuseen oder die Arbeitsgemeinschaft Freilichtmuseen in Deutschlands Mitte, auf europäischer Ebene den Verband Europäischer Freilichtmuseen oder EXARC. Der Dachverband nordamerikanischer Freilichtmuseen ist die Association for Living History, Farm and Agricultural Museums. Innerhalb der ICOM gibt es die International Association of Agricultural Museums.
Freilichtmuseen gehören zu den am häufigsten besuchten Museen. Die deutschen Freilichtmuseen haben nach den laufenden Erhebungen des Berliner Instituts für Museumsforschung jährlich etwa 6 Millionen Besucher.

### Städtische Anlagen

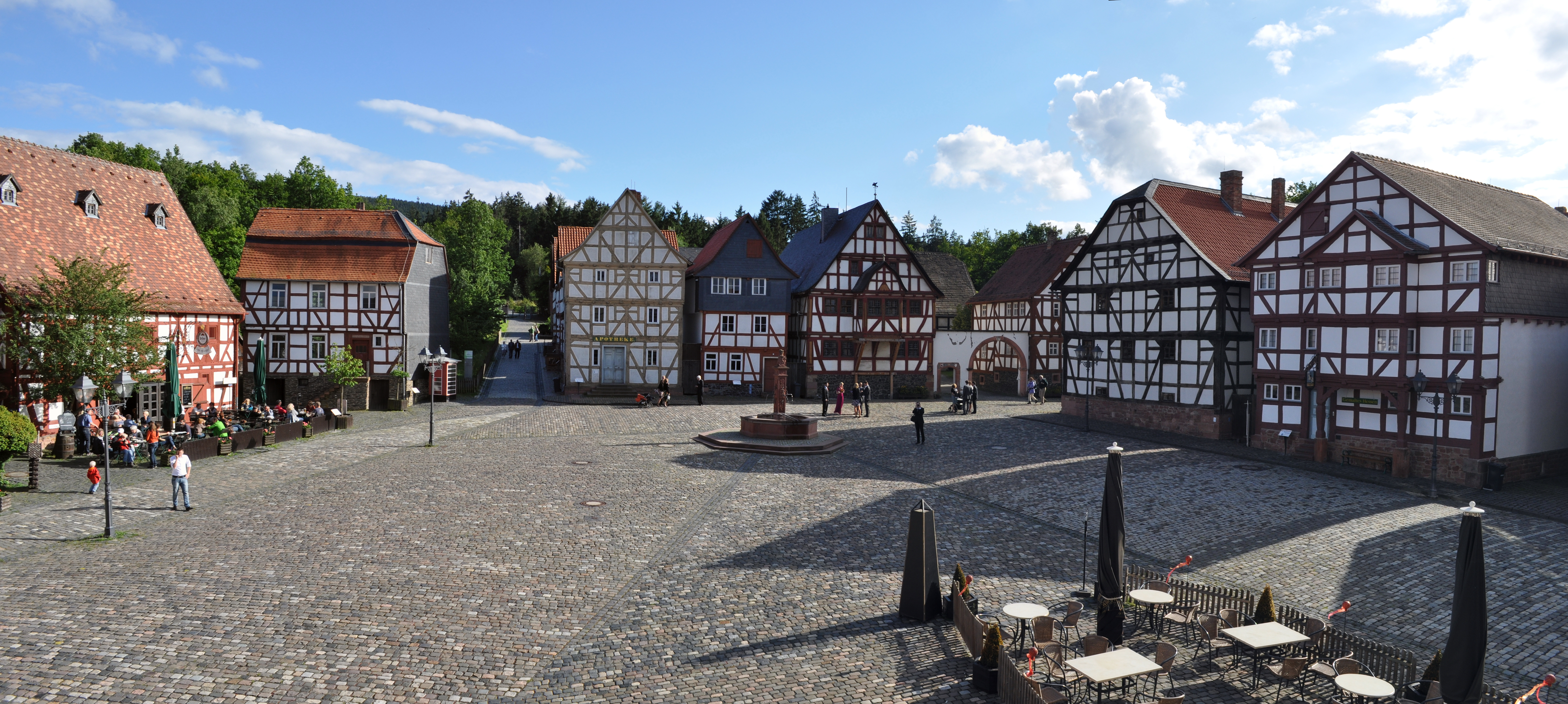
Marktplatz im Hessenpark

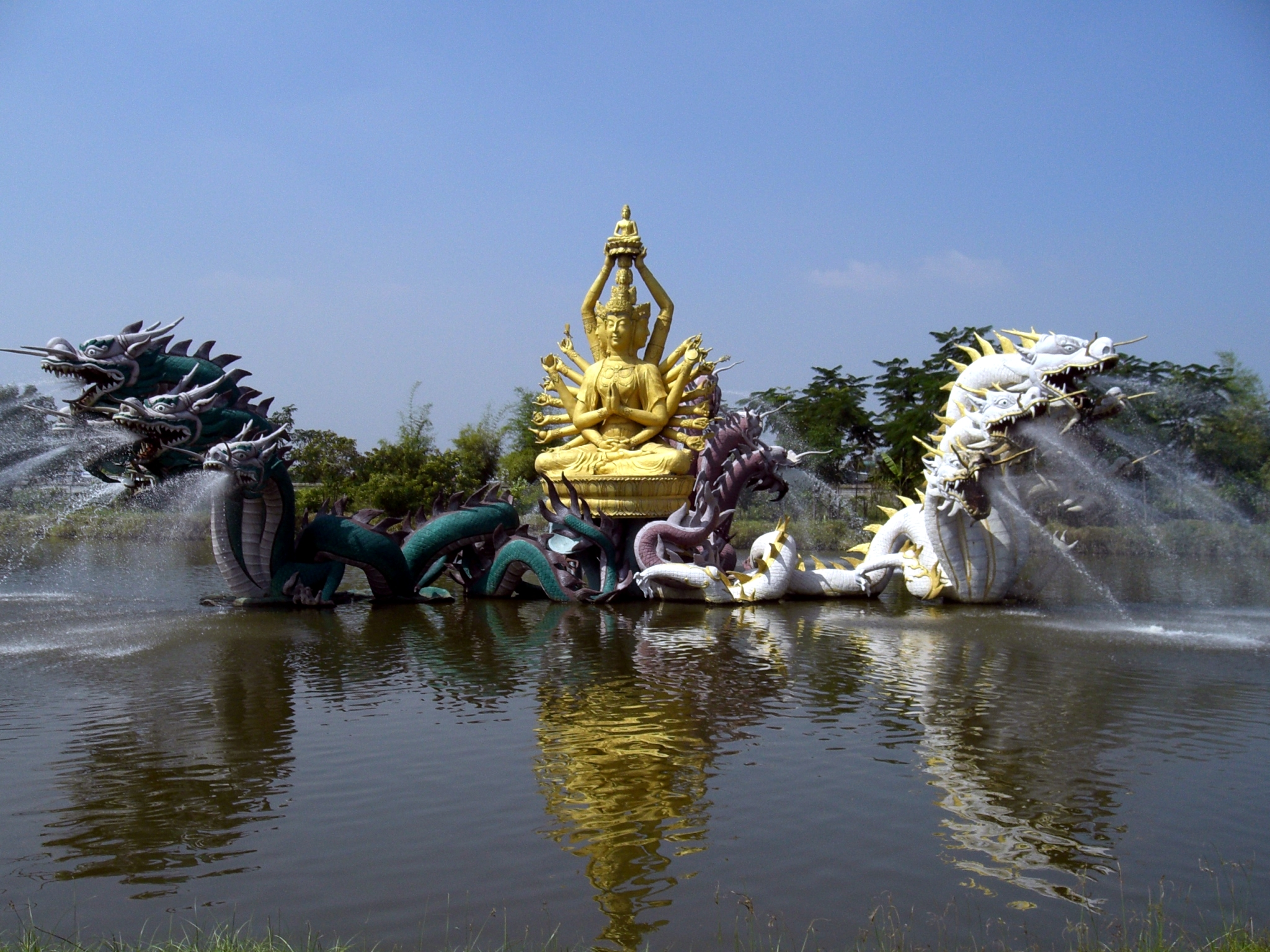
Statue des Kuan Yin im Freilichtmuseum Mueang Boran

Eine Variante der Freilichtmuseen sind Museen, die kein Dorf, sondern eine Stadt darstellen.
Die größten und bekanntesten sind Mueang Boran wörtlich Alte Stadt bei Samut Prakan in Thailand, Den Gamle By im dänischen Aarhus, das Freilichtmuseum Gamle Bergen in Norwegen und die Altstadt von Hlinsko im Freilichtmuseum Vysočina in Tschechien. Die Museen liegen in (Aarhus) oder am Rande (Bergen, Vysočina) der jeweiligen Stadt. Im Museum Mueang Boran befinden sich 116 Monumente, Kopien, aber auch Originale berühmter Bauwerke aus allen Teilen Thailands. Das Fränkische Freilandmuseum Bad Windsheim hat einen Bauteil Altstadt mit in situ erhaltenen Gebäuden. Dieser liegt nicht im eigentlichen Museumsgelände, sondern etwa 500 m vom Museumseingang entfernt in der Stadt Bad Windsheim. Historische Städte im Rahmen eines sonst eher ländlich ausgerichteten Freilichtmuseums gibt es im Freilichtmuseum Hessenpark (städtischer Marktplatz vor dem Museumseingang) und in der Domein Bokrijk (Flandern/Belgien). Bei letzterem wurde nach einem Wechsel in der Museumsleitung der Bau der Alten Stadt eingestellt, da es aus deren Sicht nicht sinnvoll war, städtische Gebäude auf dem platten Land wieder aufzubauen. Zeitweise wurden die Informationen über diesen Museumsteil auch aus den offiziellen Führern (nahezu) getilgt. Auch auf der derzeitigen (2006) Internetseite des Museums finden sich über die Alte Stadt nur wenige Informationen.
Neben den volkskundlichen Freilichtmuseen nennen sich manche Museen mit anderer fachlicher Ausrichtung Freilichtmuseum. Gemeinsam ist ihnen, dass ihre Sammlung nicht nur in einem einzigen Gebäude gezeigt wird.

### Montanhistorische Freilichtmuseen

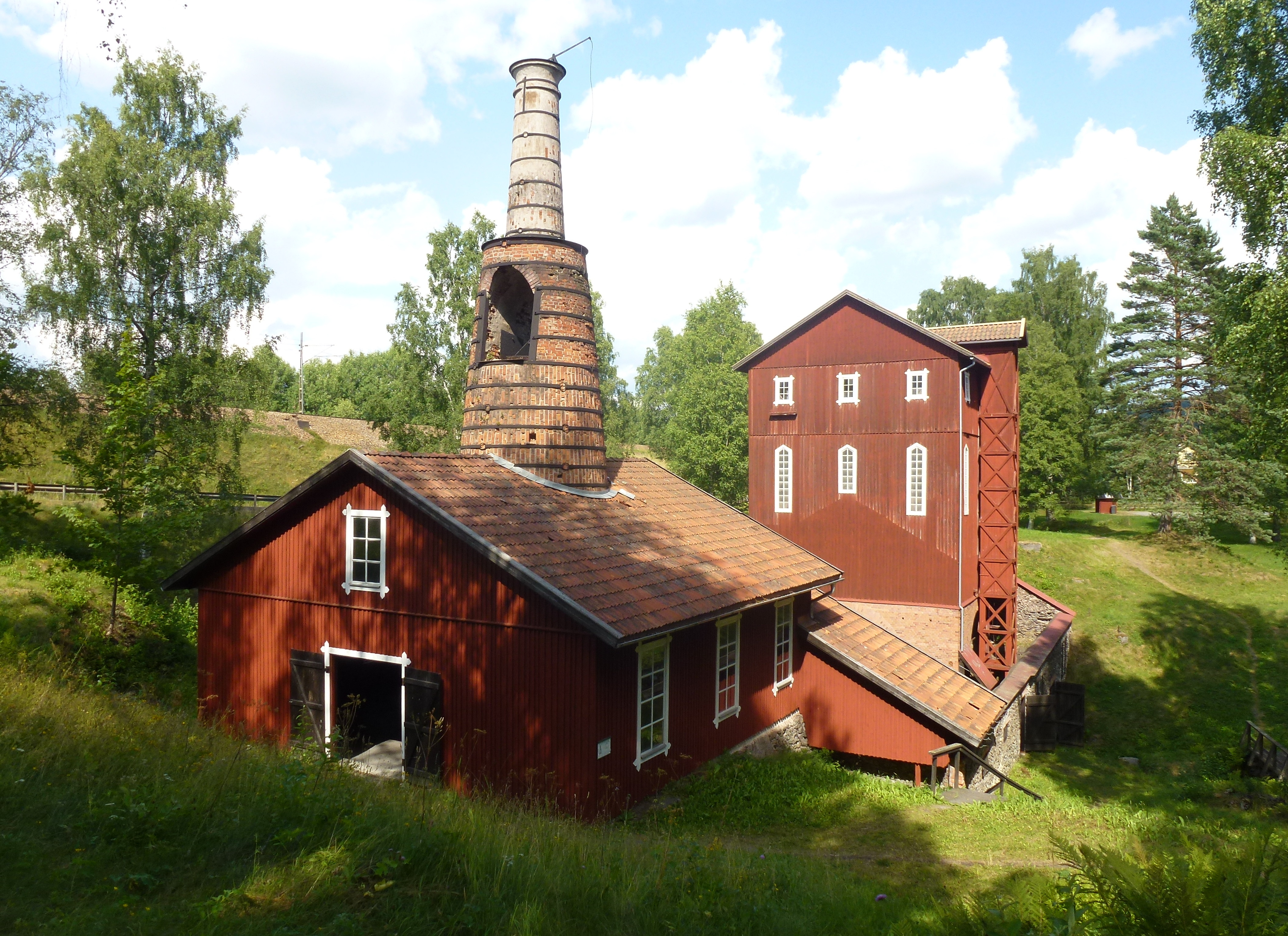
Klenshyttan im Ecomuseum Bergslagen

Montanhistorische Freilichtmuseen bestehen aus begehbaren Tagebauen, Stollenpfaden (Wanderwegen von Stollen zu Stollen) und/oder Bergwerksanlagen und Bergwerkssiedlungen. Oft existieren derartige Anlagen in Zusammenhang mit einem Besucherbergwerk. Fließend ist hier der Übergang zum Ecomuseum – wie z. B. dem Ekomuseum Bergslagen.

### Militärhistorische Freilichtmuseen

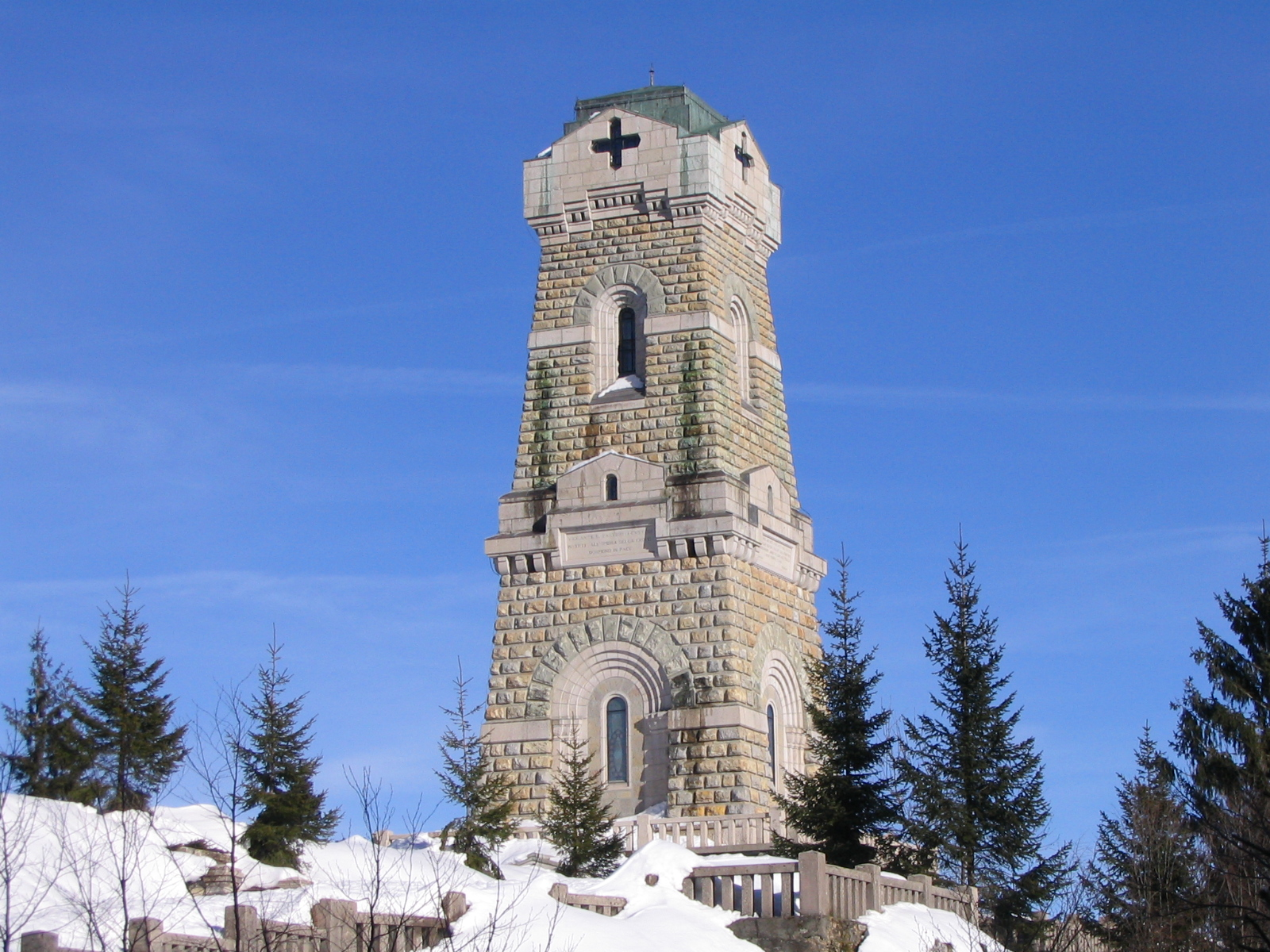
Ossario del Pasubio

Militärhistorische Freilichtmuseen – insbesondere solche zur Geschichte des Gebirgskriegs im Ersten Weltkrieg finden sich in beträchtlicher Zahl in den Julischen Alpen, den Dolomiten, den Lienzer Dolomiten, in den Karnischen Alpen, der Adamello-Presanella-Gruppe und dem Monte Pasubio.

### Archäologische Freilichtmuseen

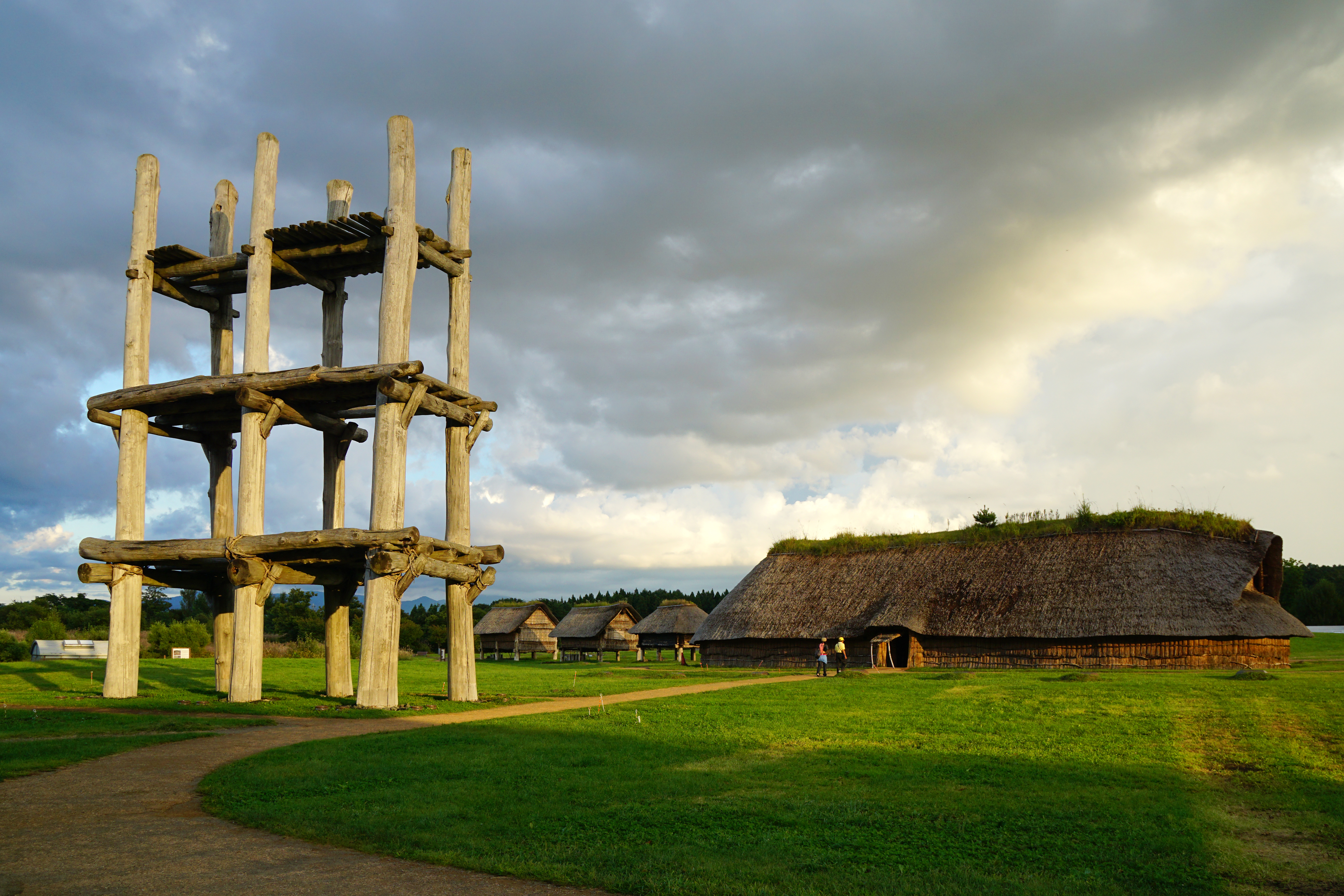
Sannai-Maruyama Dorf (Japan)

Archäologische Freilichtmuseen sind entweder für die Öffentlichkeit zugängliche Grabungsstätten oder lebensgroße Modelle prähistorischer Anlagen (Häuser, Herde etc.). Das Spektrum reicht in Europa von altsteinzeitlichen Siedlungen über Bronze- und Eisenzeitdörfern wie beispielsweise Keltendörfer (Keltendorf Mitterkirchen) und römischen Villen bis zu mittelalterlichen Siedlungen. Einige Archäologische Freilichtmuseen versuchen die Geschichte des jeweiligen Zeitraums lebendig werden zu lassen (Gammel Lejre). Das Freilichtmuseum Ukranenland und der Geschichtspark Bärnau-Tachov lassen unter anderem das Frühmittelalter der Slawen lebendig werden. Analoges gilt für eine Anzahl an Museen zur römischen Zeit, der Wikingerzeit und zum Mittelalter.

### Weitere Typen von Freilichtmuseen
Das Freilichtmuseum Het Verscholen Dorp zeigt eine Rekonstruktion eines Geländes mit unterirdischen Häusern bei Vierhouten, in denen während der deutschen Besatzung der Niederlande im Zweiten Weltkrieg bis zu 120 untergetauchte Personen versteckt wurden.
In Mödlareuth und in Behrungen gibt es Freilichtmuseen mit Resten der innerdeutschen Grenze.
Freilichtmuseen mit meist moderner Kunst sind Skulpturengärten, in denen meist großformatige Plastiken aufgestellt sind. Ein typischer Vertreter ist das Hakone-Open-Air-Museum (Japan).

## Lebendige Museen

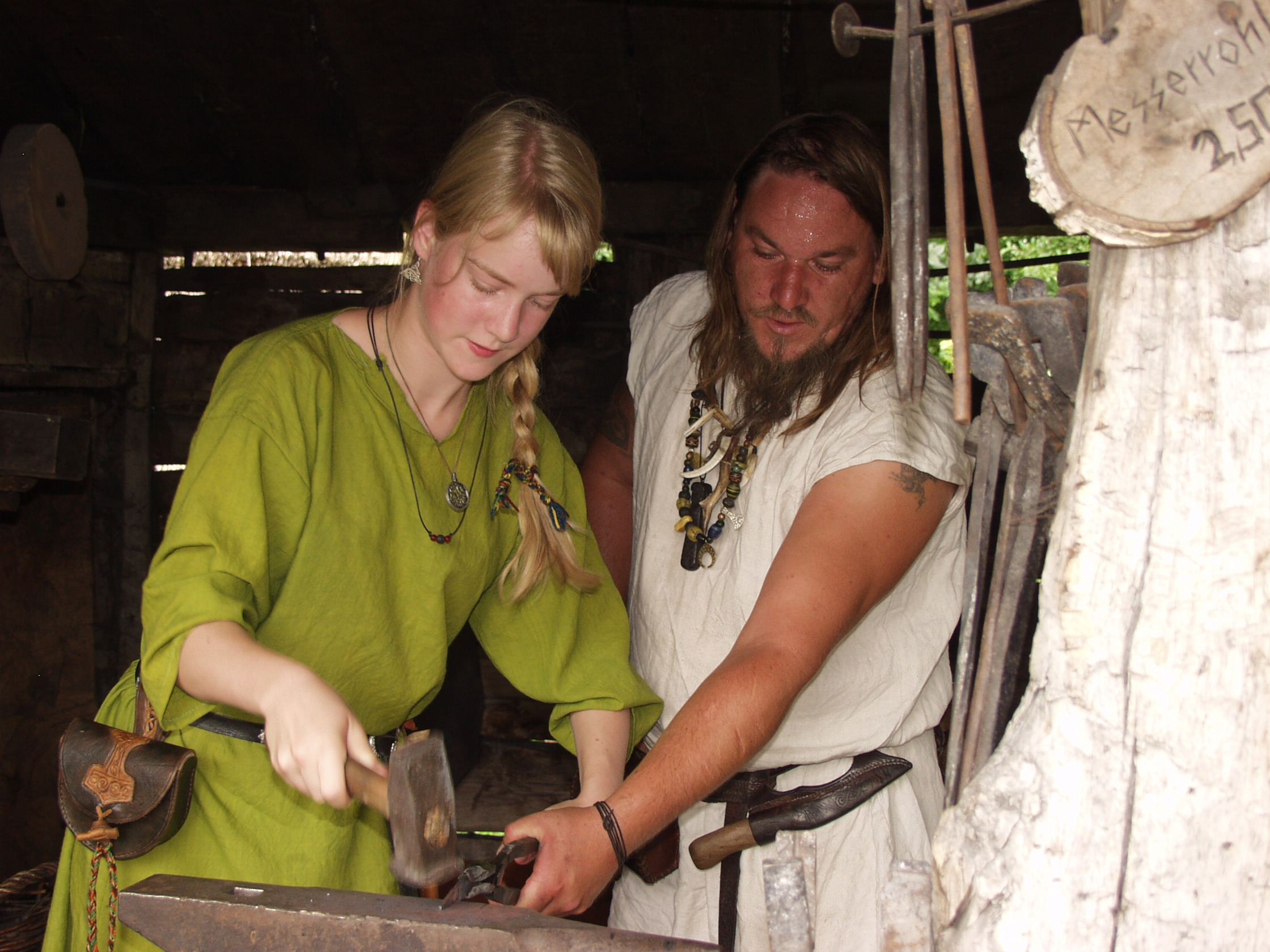
Schmieden im Freilichtmuseum Ukranenland, Torgelow

Waren die ersten Gründungen von volkskundlichen Freilichtmuseen wie beispielsweise das Museumsdorf Cloppenburg in ihrer ursprünglichen Konzeption darauf ausgerichtet, prachtvolle und möglichst original erhaltene Bauernhäuser in einem Park auszustellen, so steht spätestens seit der Zeit nach dem Zweiten Weltkrieg auch die Darstellung der Lebensumwelt im Mittelpunkt der musealen Bemühungen. In einer der letzten Neugründungen, dem Bergischen Freilichtmuseum Lindlar, sind die Gebäude fast nur noch Mittel zum Zweck. Hauptinteresse ist die Darstellung der Landwirtschaft in der Zeit um 1900. Der Geschichtspark Bärnau-Tachov beschäftigt sich in mehreren sogenannten „Zeitfenstern“ vom 8. bis zum 14. Jahrhundert sowohl mit Bautechnik als auch mit Alltagsgeschichte der Oberpfalz bzw. der fränkisch-slawischen Grenzregion. Hier sind die Gebäude nicht Mittel zum Zweck, sondern langfristige archäologische Experimente, bei denen es von zentraler Bedeutung ist, dass sie regelmäßig bewohnt und instand gehalten werden.
Um dies zu erreichen, bevölkern in vielen Freilichtmuseen zumindest während der Saison Tiere, im Idealfall historische Haustierrassen der jeweils dargestellten Region, das Museum. In einigen Museen wie z. B. dem Freilichtmuseum am Kiekeberg wohnen sie in den historischen Ställen. Gärten und Felder geben einen Eindruck von den Nutzpflanzen der dargestellten Region des dargestellten Zeitschnitts. Idealerweise dient ein Freilichtmuseum auch als „Genreservoir“, indem es bedrohte Haustier- und Nutzpflanzenarten vermehrt und zum Beispiel Pflanzenmärkte durchführt. Zudem widmen sich Freilandmuseen verstärkt der Umwelt- und Nachhaltigkeitsbildung. So ist etwa das Freilandmuseum Oberpfalz aufgrund der Artenvielfalt auf dem 33ha großen Museumsgelände zur staatlich anerkannten Umweltstation.
Die Grenzen der szenischen Darstellungen liegen eher bei den Menschen. Dies sind Museumsmitarbeiter, die abends aus ihrem Kostüm schlüpfen. Den versoffenen Tagelöhner wird man also ebenso wenig finden wie den verlausten fahrenden Händler.
Neben dem Bemühen, eine Landwirtschaft prinzipiell am Laufen zu halten, steht das Bemühen, Techniken aus der Landwirtschaft und dem Handwerk den Besuchern durch Vorführungen zu vermitteln. Einige große Museen haben die Möglichkeit, nahezu tägliche Vorführungen durch Museumspersonal anzubieten. Auch kleinere Museen veranstalten Aktionstage zu verschiedenen Themen wie „Bauerntag“, „Handwerkertag“, „Keltertag“, „Kaltblutfest“, „Traktorenfest“ etc. Derartigen Vorführungen sind Grenzen gesetzt, da nicht alle historischen Techniken heute rechtlich akzeptabel sind (etwa Gerber aufgrund giftiger Chemikalien oder Flößer aufgrund Lebensgefahr beim Triften im Wildwasser).
Neuerdings widmen sich Freilichtmuseen auch zunehmend jüngeren Epochen, wie etwa den 1950er Jahren und der damit einhergehenden Veränderung der ländlichen Lebensweise. Dies hat auch Auswirkungen auf die Sammlungstätigkeit, indem nun auch aus dieser Zeit stammende Objekte gesammelt werden. Während es früher üblich war, alte Bauernhäuser und ihr Inventar möglichst originalgetreu im ursprünglichen Zustand wiederherzustellen, bewahrt man heute auch spätere Veränderungen und macht sie für die Besucher anschaulich.
Eine Reihe von Freilichtmuseen besitzen eine Eisenbahn (Straßenbahn, Feldbahn, Industriebahn, Torfbahn), die meist (nur) an speziellen Fahrtagen in Betrieb genommen wird.